# .bg
.bg је највиши Интернет домен државних кодова (ccTLD) за Бугарску. Тренутно се његовом администрацијом бави компанија Register.bg.
Постоје нека ограничења: .bg домене могу да региструју бугарске компаније и организације, или стране компаније које имају регистроване огранке или комерцијалне испоставе у Бугарској. Име домена мора да представља име компаније или њену скраћеницу. Генерално, било које име може да се користи ако се прво региструје као трејдмарк у бугарској канцеларији за патенте.
Цена регистрације домена је 50 америчких долара (почетна цена) и још 50 долара сваке године ради годишњег обнављања домена. Неки бугарски сајтови су регистровани под .com, .org, или .net доменима, где су цене регистрација ниже.